# Уштерек (Аксуська міська адміністрація)
Уштере́к (каз. Үштерек) — село у складі Аксуської міської адміністрації Павлодарської області Казахстану. Входить до складу Євгеньєвського сільського округу.
Населення — 1680 осіб (2021; 1519 у 2009, 1262 у 1999, 1454 у 1989).
Національний склад станом на 1989 рік:
- казахи — 42 %
- росіяни — 28 %

Станом на 1989 рік село називалось Оштерек.